# Montrapon-Montboucons
Montrapon-Montboucons est un quartier du nord-ouest de Besançon. Il comptait 13 320 habitants en 2018. 

## Géographie et transports
Le secteur de Montrapon est limitrophe du quartier de Battant au sud, des Montboucons au nord, de Saint-Ferjeux à l'ouest et de Saint-Claude à l'est. En 1964, la construction du boulevard Winston-Churchill scinda le quartier en deux parties : la partie sud garda le nom de Montrapon et la partie nord fut appelée Fontaine-Écu, nom d'un lieu-dit qui jadis était situé à cet endroit même.
Il est desservi par le réseau urbain de la compagnie Ginko, avec notamment les lignes de bus  L3  L6  7  9  12  61  62  63  64  65  66  67  68  Ginko Diabolo  D2  D4  D5  D6  D7  D8 .

## Histoire
Les documents d'archives font état d'un Malraipon (1389) et d'un Malrepon (1528). Le terme pourrait provenir soit de mont rapeux, soit de mauvais repon, le repon étant un petit vin. Une redoute est aménagée sur la partie haute lors de la guerre de 1870, remplacée, dix ans plus tard, par le fort des Montsboucons. Le quartier dans sa configuration actuelle est sorti de terre à partir de 1952 pour faire face à l'essor démographique important que connaissait la ville après guerre. Sur 9,39 hectares acquis par la municipalité, les entreprises chargées de la construction avaient pour obligation d'élever des immeubles ne dépassant pas quatre étages. Composé essentiellement d'habitations à loyer modéré, le quartier accueillit des familles rurales et ouvrières rejointes ensuite par des populations nord-africaines, essentiellement d'Algérie. Le secteur de Montrapon comptait environ 4 000 habitants en 1999.
La partie classée quartier prioritaire de Montrapon compte 1 674 habitants en 2018 pour un taux de pauvreté de 44 %, sur une surface de quinze hectares.
Le quartier est connu « pour ses points de ventes de drogue et ses réguliers accrochages avec les forces de l’ordre ».

## Évolution démographique
| 1999   | 2006   | 2010   | 2015   | 2018   |
| ------ | ------ | ------ | ------ | ------ |
| 13 369 | 12 745 | 13 621 | 12 991 | 13 320 |

| IRIS         | Population (2018) | Variation annuelle 2010-2018 | Population (2010) | Variation annuelle 1999-2010 | Population (1999) |
| ------------ | ----------------- | ---------------------------- | ----------------- | ---------------------------- | ----------------- |
| Observatoire | 2 558             | - 1,31 %                     | 2 858             | 1,81 %                       | 2 384             |
| Montrapon    | 3 441             | 0,78 %                       | 3 239             | - 0,64 %                     | 3 485             |
| Fontaine-Ecu | 1 523             | - 2,71 %                     | 1 944             | - 1,46 %                     | 2 315             |
| Bouloie      | 3 163             | 0,96 %                       | 2 937             | 0,07 %                       | 2 915             |
| Montboucons  | 2 635             | - 0,04 %                     | 2 643             | 1,49 %                       | 2 270             |

## Tissu urbain
Le quartier fut construit pour répondre à la forte croissance de la fin des années 1950. La majorité des logements sont des barres HLM et des bâtiments de petite hauteur (pas plus de cinq étages). 
À partir de 2016, à la suite des travaux de réhabilitation aux abords du boulevard Winston-Churchill, la partie nord Fontaine-Écu a connu un véritable renouveau. L'environnement boisé, le square Fontaine-Écu, la proximité des écoles et commerces en ont fait l'une des zones les plus recherchées en matière d'habitation.

## Patrimoine et bâtiments administratifs

### Monuments et édifices religieux
- L'église Saint-Louis[5]
- Mosquée de Fontaine-Écu
- La grange Huguenet : domaine de 4,5 hectares ayant appartenu à Alphonse Delacroix, architecte de la ville. Classée aux monuments historiques depuis 2000.
- L'usine des Horlogeries Dodane.
- Fort des Montboucons
- Maison de Colette et Boutterin
- La caborde rue François Arago.

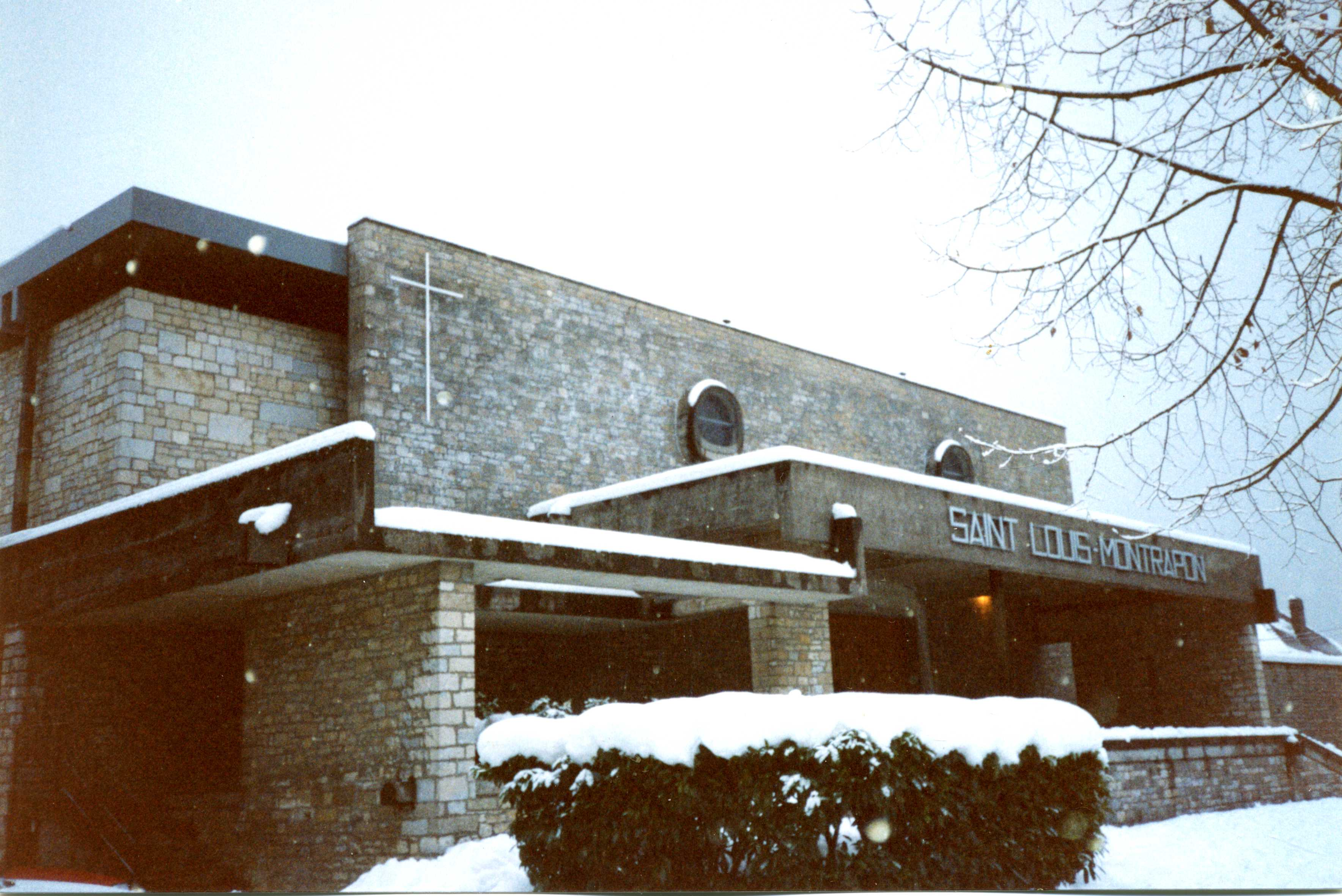
L'église Saint-Louis.
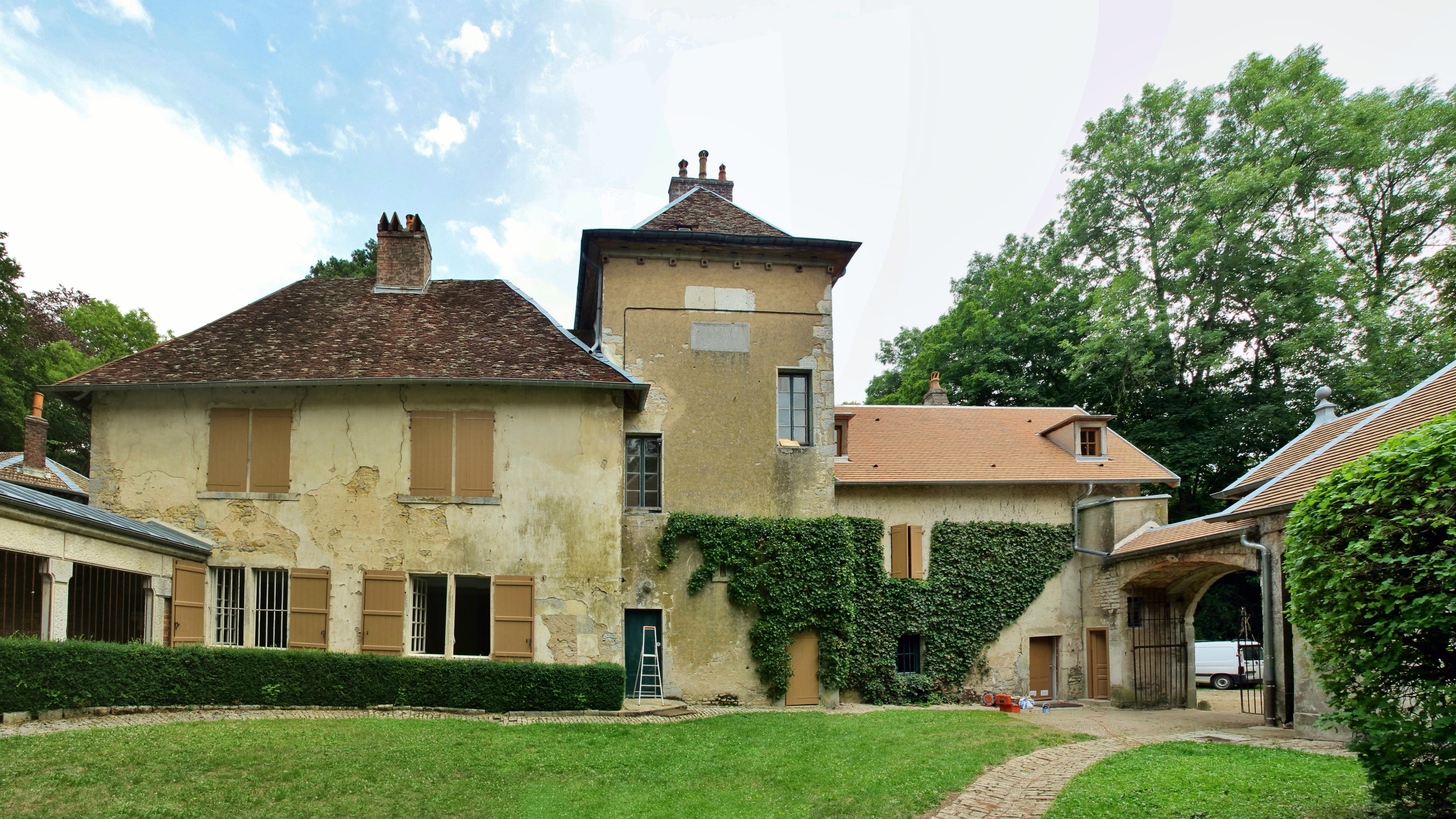
La grange Huguenet.
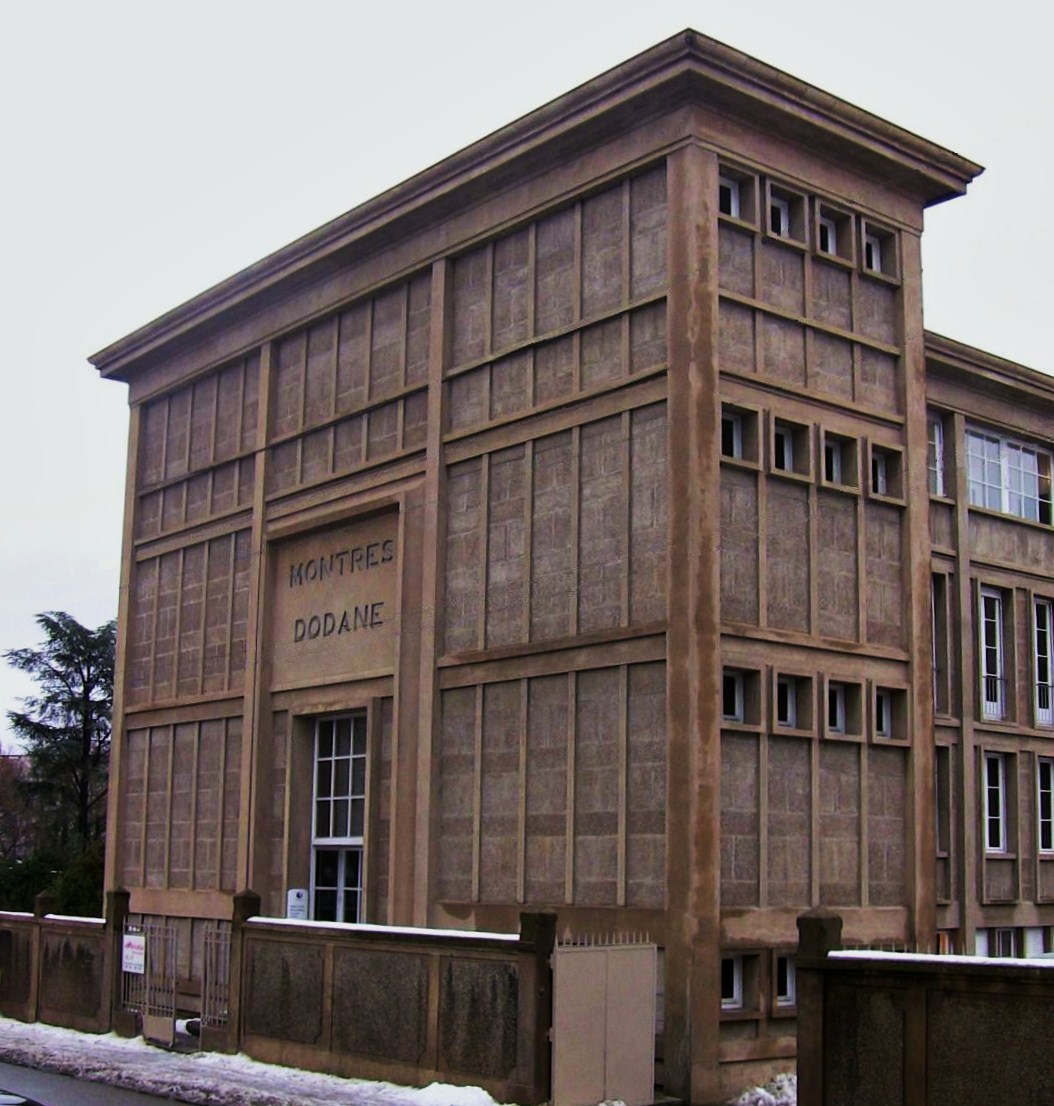
L'usine Dodane.
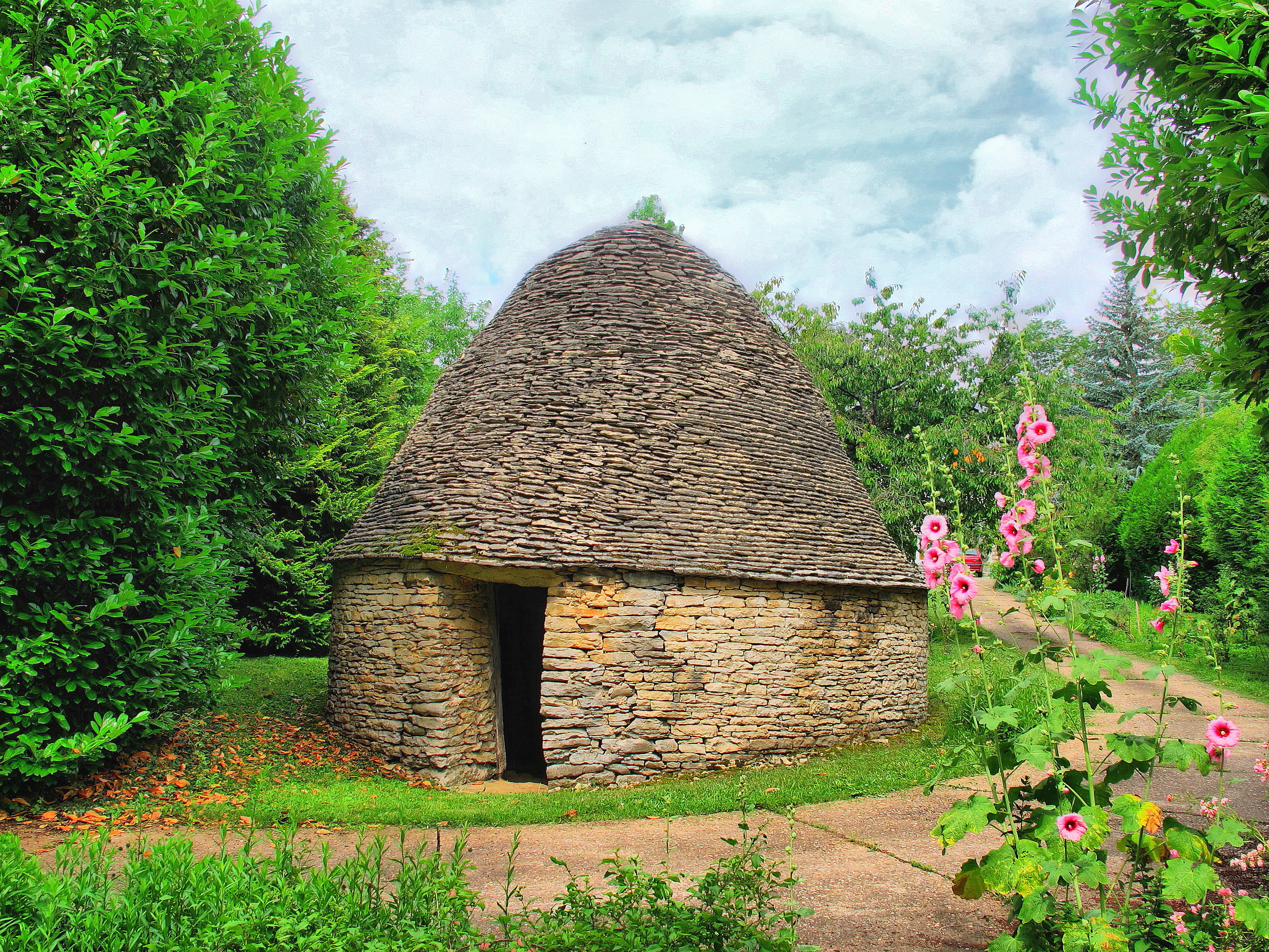
la caborde.

### Équipements sportifs et culturels
- Maison de quartier de Montrapon-Fontaine-Écu[6], comprenant une cyber-base informatique et une bibliothèque.
- Le palais des sports Ghani-Yalouz.
- La piscine Mallarmé.
- Le stade Léo Lagrange.
- Le stade de Montrapon.
- Société de rugby
- L’atelier Musical de Montrapon, créé en 1980[7]
- L'ASC Montrapon[8]

### Bâtiments administratifs
- Crèche de Montrapon[9]
- Poste de police de Montrapon[10]

### Lieux d'enseignement
| Écoles maternelles - École maternelle publique Fontaine-Écu (Groupe scolaire Fontaine-Écu) - École maternelle publique Kennedy - École maternelle publique Montrapon - École maternelle publique Pauline-Kergomard - École maternelle privée Notre-Dame |  | Écoles primaires - École primaire publique Fanart - École primaire publique Fontaine-Écu (Groupe scolaire Fontaine-Écu) - École primaire publique Pierre-Brossolette - École primaire privée Notre-Dame - École élémentaire des Montboucons |  | Enseignement Secondaire - Collège Stendhal - Collège privé Notre-Dame - Lycée Claude-Nicolas Ledoux - Lycée professionnel Pierre-Adrien-Pâris - Lycée professionnel Montjoux - Centre de formation Bourgogne-Franche-Comté |

## Personnalités liées au quartier
- La romancière Colette possédait un domaine aux Montboucons où elle passa ses étés entre 1902 et 1908. Elle y écrit notamment La Retraite sentimentale, le domaine prenant le nom de Casamène dans ce roman.
- Adrien Ferrandon, résistant.